# Long-Gletscher
Der Long-Gletscher ist ein 13 km langer Gletscher im südöstlichen Teil der Thurston-Insel vor der Eights-Küste des westantarktischen Ellsworthlands. Er fließt 22 km westlich des Harrison-Nunatak in südlicher Richtung zum Abbot-Schelfeis im Peacock-Sund.
Der United States Geological Survey kartierte ihn anhand von Luftaufnahmen der United States Navy aus den Jahren zwischen 1960 und 1966. Das Advisory Committee on Antarctic Names benannte ihn 1968 nach Fred A. Long Jr., Flugzeugmaschinist der Flugstaffel VX-6 der US Navy, der auf der Antarktisstation Little America V im Jahr 1957 überwinterte und in den Sommermonaten zu den Jahreswechseln 1960/61 und 1962/63 an anderen Orten in Antarktika tätig war.